# Ribeira da Amoreira
A ribeira da Amoreira é um pequeno curso de água costeiro, encanado em grande parte do seu percurso, que desagua no Monte Estoril. A sua cabeceira encontra-se a nascente de Alcabideche, verificando-se pouco depois a alternância do seu leito entre zonas artificalizadas, semi-artificalizadas e naturais. A sul da A5, o declive é quase inexistente, e as margens apresentam desníveis de pouca consideração, o que permite a existência de alguma atividade agrícola. O caneiro inicia-se a montante do Estádio António Coimbra da Mota, onde passa a ter o seu percurso totalmente subterrâneo, até desembocar na zona a nascente da Praia do Tamariz, já no Monte Estoril. Segundo o Instituto da Água, a ribeira encontra-se «Extremamente Poluída».